# Чемерівці
Чемері́вці — селище в Україні, центр Чемеровецької селищної територіальної громади Кам'янець-Подільського району Хмельницької області.
Селище розташоване на річці Жванчику, на території національного природного парку «Подільські Товтри», за 15 км від залізничної станції Закупне на лінії Копичинці—Ярмолинці та за 82 км від обласного центру.

## Назва
Існує декілька версій щодо походження назви поселення. За однією з них назву поселення одержало від трави чемериці, якої багато росте довкола. За іншою назва походить від ремісників, які шили козацькі чемерки. Правдоподібною виглядає версія, що назва Чемеринці поступово трансформувалась в Чемерівці. Насправді ж чемериця не росте в околицях. За даними архівних досліджень в Чемерівцях не шили чемерки.  В основі назви – прізвисько першого поселенця, що є найбільш імовірним [М. Т. Янко]; порівняй основу назви Чемер (1404). Крім того, в джерелах як свідок згадується Ходко Чемерич.

### Відмінювання
Згідно зі словниками, назва селища у родовому відмінку має форму «Чемерівців», попри те, що серед краянів і в регіоні загалом є стала традиція казати «Чемеро́вець» (таку саму особливість мають Дунаївці та Ярмолинці).

## Географія
Межує з Чортківським районом Тернопільської області. Через селище протікає річка Жванчик. 

## Історія
На території селища Чемерівці та околиць зафіксовані рештки урнових трупоспалень та поселення ранньої залізної доби. Залишки поселень давніх землеробів трипільської культури (IV-III тис. до н. е.) виявлено в урочищах «Ґуральня» та «Дубина». Археологами виявлено також слов'янські поселення черняхівської культури. Перша письмова згадка про Чемерівці датується 1565 роком (податкові списки).
31 грудня 1449 року король Казимир IV надав привілей для тодішнього дідича села Чемерівці Павлу Щуковському, на те, щоб перевести це село в статус міста на магдебурзькому праві.
У люстрації 1469 року вказано, що королівські маєтності Чемерівці, Балина, Залєше і Лищовче були в управлінні Домаратка Фурмановського та Дороти і Петра Сбикловських.
За одною із версій, висунутою польським поетом Маврицієм Гославським, також згаданою в польських літописах та місцевих легендах, але яка не спирається на авторитетні джерела, близько 1518 року дочка православного приходського священика Лісовського із Чемерівців Анастасія Лісовська була взята в полон татарами й продана до гарему турецького султана Сулеймана I. Згодом вона стає його законною дружиною, відомою як Роксолана, (Хюррем) хасекі-султан. Також цю версію розвивав місцевий історик Михайло Кундис.
З 1565 року Чемерівці належать В. Ч. Поляновському, була церква. Пізніше Чемерівці перейшли у власність шляхтичам Вільковським гербу Побуг. 
2 червня 1588 р. через село Жердя, місто Чемерівці (Чеморовіце), Сатанів проїжджав Еріх Лясота фон Стеблан.
У 1775 році маршалок барської конфедерації[джерело?] Іґнацій Потоцький з Гусятина продав Чемерівці, Бережанку, Кугаївці, Теремківці, Турківці Антонію Стреміському.
З XVI і до кінця XVIII ст. Чемерівці вже в статусі містечка належали магнату Калиновському. В 1797 році Чемерівці отримали Магдебурзьке право. Утиски польських феодалів викликали ряд селянських заворушень в краї. Прагнучи здобути долю та волю, мешканці Чемеровець та сіл піднялися проти шляхти під час визвольної війни українського народу 1648—1654 рр., брали активну участь у Коліївщині 1768 року, охоче браталися з опришками, йшли у ватаги Устима Кармелюка.
У XVIII-на початку XIX ст. Чемерівці переходять у володіння родини Матусевичів, пізніше власниками стають Чайковський, Парушевський, Дметрович, Прейс.
За доби Речі Посполитої містечко мало власну печатку з «називним» гербом: у картуші — напис у три рядки польською мовою: «MIASTO / CZEME / ROWCE». Прикметно, що ця печатка побутувала в діловодстві міщанської громади й пізніше (до середини ХІХ ст.), вже за часів перебування Чемерівців під владою Російської імперії.
Після другого поділу Польщі у 1793 році містечко Чемерівці разом з іншими районами Правобережної України увійшло до складу Росії і стало містечком Кам'янець-Подільського повіту новоутвореної Подільської губернії.
В містечку на той час числилось 166 ремісників та 265 міщан-євреїв, було 2134 власних, 174 найманих дворів та 48 лавок. Крім того функціонували винокурний завод та водяний млин.
З початком війни у 1914 році доросле населення Чемеровець було мобілізоване на риття окопів, будівництво укріплень. Багато мобілізованих громадян загинуло на фронті або повернулися каліками. У важких умовах опинилось сільське господарство. Все це викликало незадоволення народних мас. Під гаслами встановлення демократичної республіки, запровадження восьмигодинного робочого дня, припинення війни відбулися демонстрації трудящих в селах Кам'янецького повіту — Чемерівцях, Жерді, Вишнівчику, Гусятині в лютому 1917 року.
У березні-жовтні 1917 року на Чемеровеччині відбувались масові демонстрації, страйки, виступи селян, які захоплювали поміщицькі маєтки, землю.
З перемогою більшовиків у грудні 1917 року в 12 армійському корпусі починається організація та зміцнення радянської влади в Чемерівцях. У лютому 1917 року на Поділля ввійшли австро-німецькі війська.
10 липня 1919 року їх було вигнано, але на зміну їм прийшли польські інтервенти. Для чемерівчан знову повернулась панщина. Поляки вимагали повернути панську власність, гонили чемерівчан на роботу до поміщика. Проти такої політики виступали селяни.
В серпні 1919 року під натиском Російської армії поляків було вигнано, але на початку 1920 року в зв'язку з організацією третього походу Антанти знову ними було захоплено містечко. Загарбники жорстоко обходились з населенням за несплату контрибуцій і т. ін.
Чемеровецька місцева рада утворена в 1921 році.
В червні 1922 року організували в Чемерівцях сільськогосподарське кооперативне господарство «Поступ», куди входило 10 сімей, які мали 19,4 десятин землі. Головою правління селяни обрали В. Шеремету, членами правління А. Паравійчука, Д. Матлака і комуніста М. Вовчка.
Організація колгоспів проводилася в більшості випадків насильницькими методами, що закономірно виклакало спротив населення.
У ніч на 2 вересня 1922 року поблизу Чемерівець у напрямку до кордону в сусідньому Гусятині без боїв успішно пройшло більше сотні повстанців Подільської групи під проводом полковника Якова Гальчевського. Вони майже два роки успішно боролись з більшовиками насамперед у Вінницькій області.
В червні 1923 року була створені сільськогосподарська артіль «Початок». Головою артілі став Г. Шейко, секретарем М. Янушевич, членами правління М. Недоборський, О. Севаст'янов, в артіль увійшло 33 трудівники, які об'єднали 40 десятин землі. Господарство мало 4 коней, 7 корів, 4 плуги.
Під час організованого радянською владою Голодомору 1932—1933 років померло щонайменше 47 жителів селища.
У Чемерівцях безпідставно репресовано в 1930-1940-х роках та на початку 1950-х років позасудовими органами — 87 осіб, реабілітовано — 68 осіб.
9 липня 1941 року німецькі війська окупували Чемерівці та навколишні села. Зайнято радянськими військами 1-го Українського фронту 23 березня 1944 року.
Протягом 1944—1946 рр. поступово відновлюється діяльність Чемеровецької МТС.
Статус смт із 1959 року.
З 1991 року в складі незалежної України.
15 вересня 2016 року шляхом об'єднання сільських рад, Чемерівці адміністративний центр — Чемеровецької селищної громади.
17 липня 2020 року, в результаті адміністративно-територіальної реформи та ліквідації Чемеровецького району, селище увійшло до складу Кам'янець-Подільського району.
З 26 січня 2024 року Чемерівці стали селищем, зі законодавства виведено термін «селище міського типу», відповідно до нового закону, у селах мало б проживати від 2 тисяч до 5 тисяч людей, у селищах до 10 тисяч, у містах – понад 10 тисяч.

## Населення
Населення 5431 мешканець (перепис 2001); 5399 мешканців (2011).

### Мова

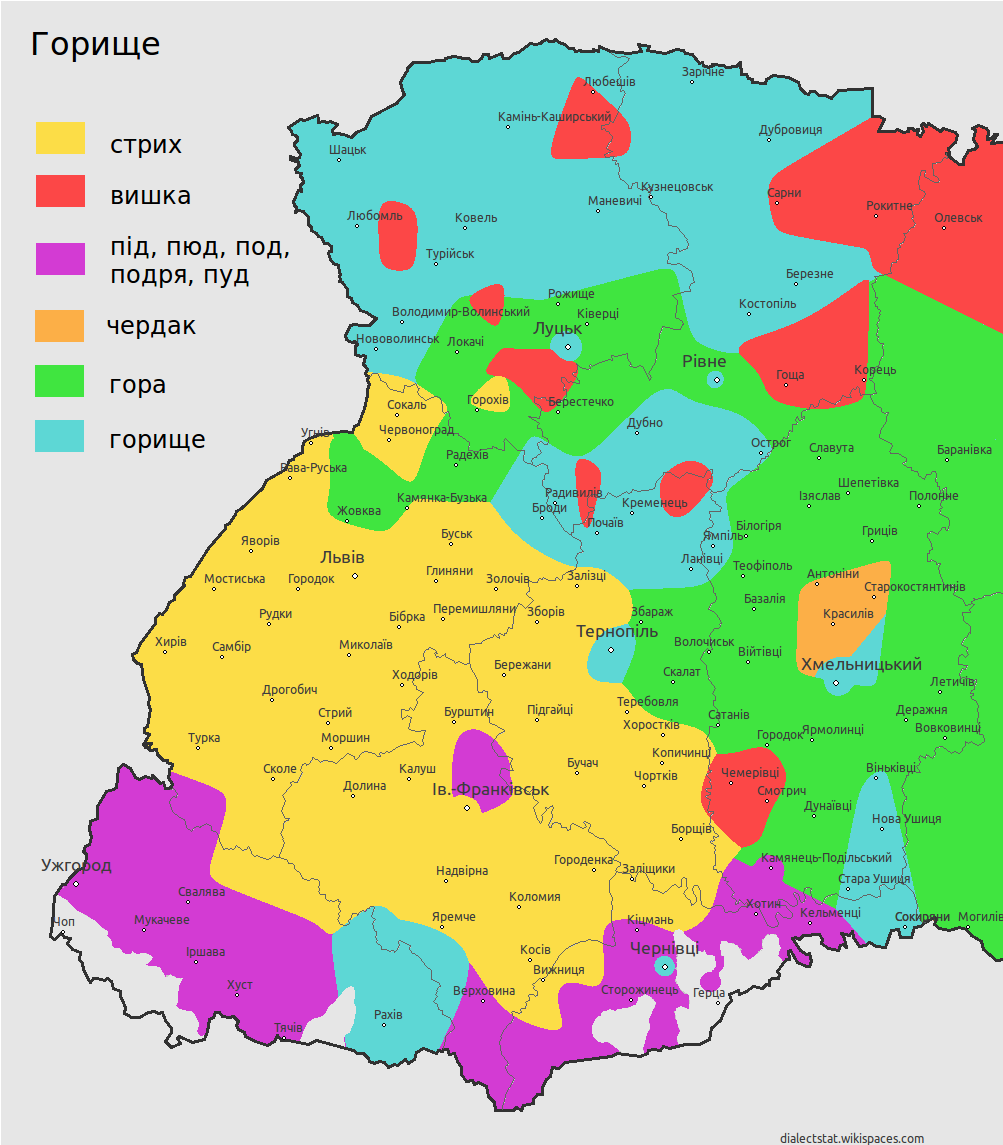
Селищі Чемерівці поширений такий діалект слова «горище»: вишка

У селищі поширені західноподільська говірка та південноподільська говірка, що відносяться до подільського говору, який належить до південно-західного наріччя.
Розподіл населення за рідною мовою за даними перепису 2001 року:
| Мова       | Кількість | Відсоток |
| ---------- | --------- | -------- |
| українська | 5208      | 98.95%   |
| російська  | 50        | 0.95%    |
| румунська  | 2         | 0.04%    |
| білоруська | 2         | 0.04%    |
| польська   | 1         | 0.02%    |
| Усього     | 5263      | 100%     |

## Релігія
У селищі діють:
- Церква Успіння Пресвятої Богородиці (2004, УГКЦ)
- Костел Матері Божої Ченстоховської (РКЦ)
- Церква Різдва Христового (ПЦУ)

## Освіта
Є 2 загальноосвітні школи та ліцей, а також  медичний коледж, який засновано 1963 році згідно з наказом № 227 від 11.05.1963 року по Хмельницькому обласному відділу охорони здоров'я про створення Чемеровецького медичного училища.

## Підприємства
- Маслоробний завод
- Солодовий завод ЗАТ «Оболонь» (18 травня 2009 року відбулося урочисте відкриття).

## Пам'ятники

Тарасу Григоровичу Шевченку.
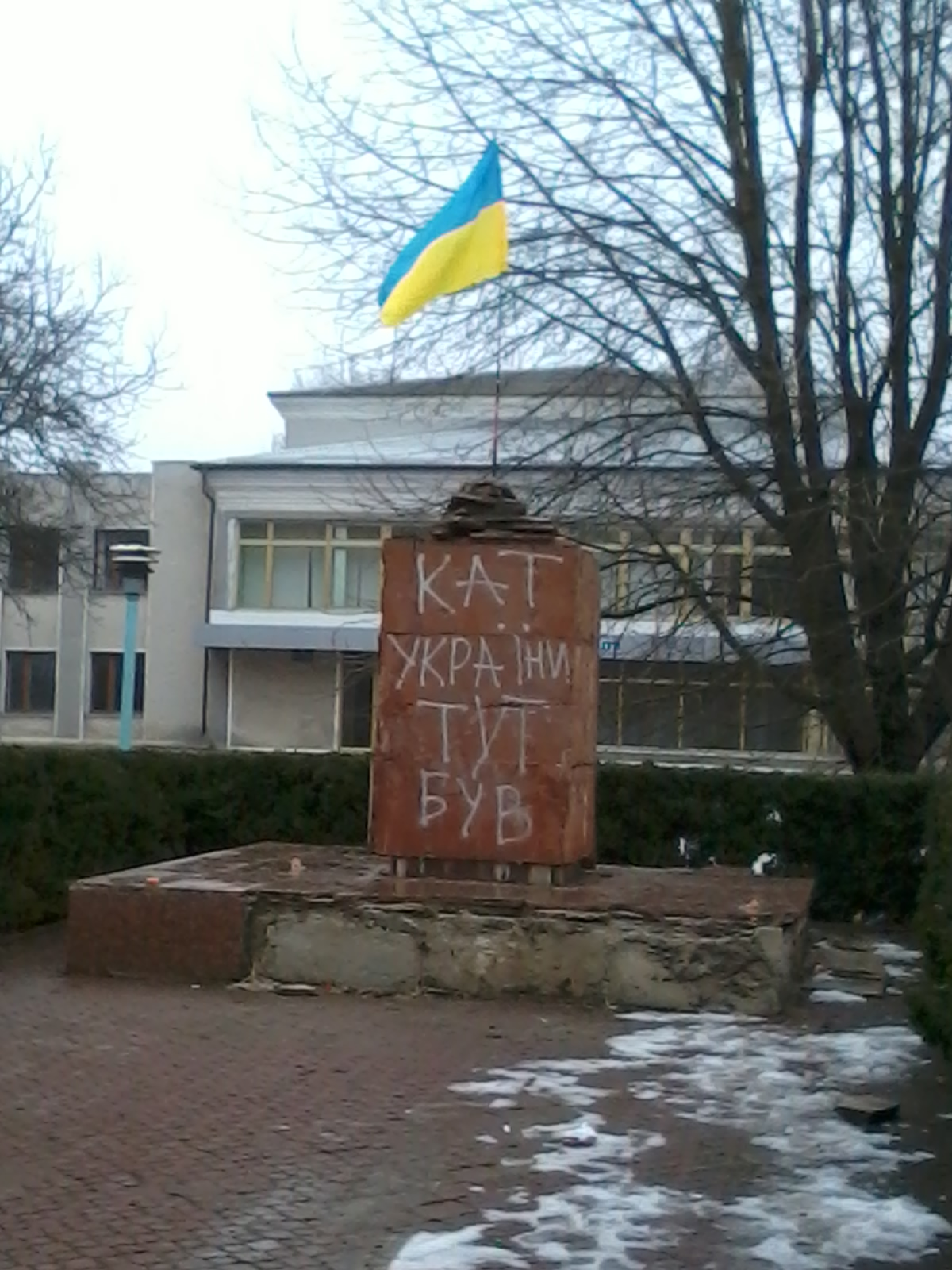
Місце, де стояв пам'ятник Володимиру Леніну (станом на 22.02.14; пізніше створений меморіал Небесній Сотні).
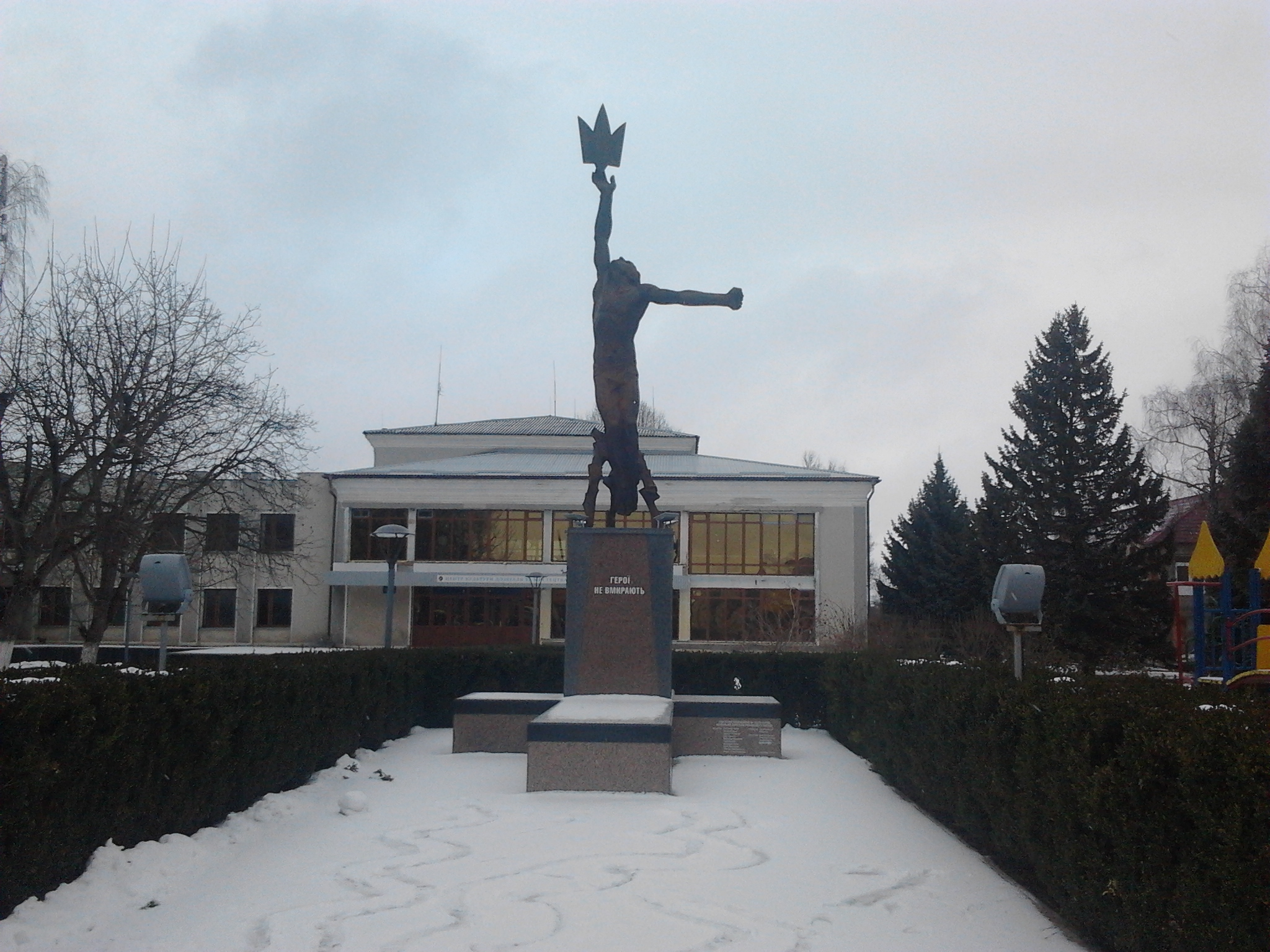
Пам'ятник Героям Небесної Сотні на місці, де стояв пам'ятник Володимиру Леніну.
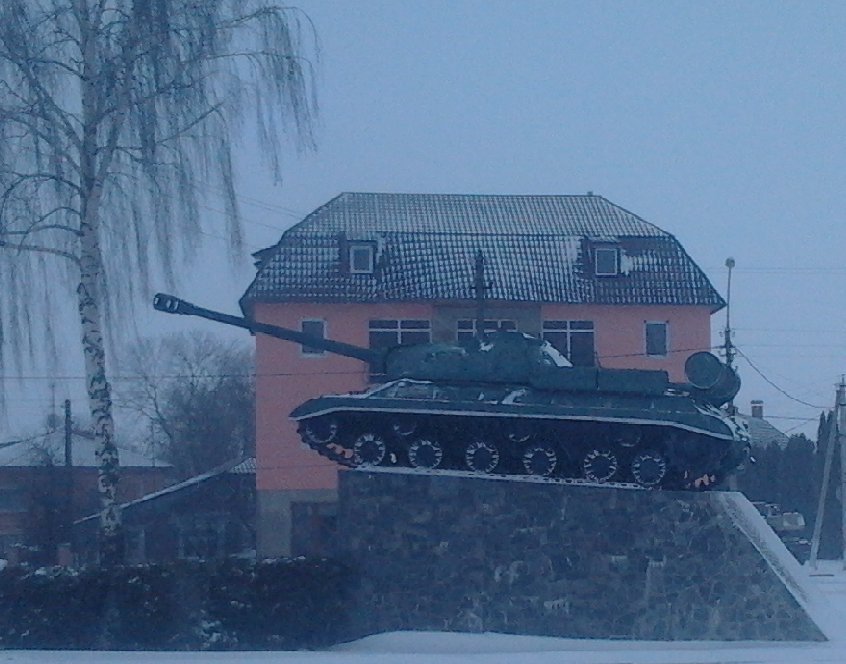
Танк ІС-3 (демонтовано)
Пам'ятник Леніну до знесення. 2012 рік.

## Відомі люди
- Дубицький Сергій Олександрович — відомий лікар і науковий діяч.
- Кундис Михайло Васильович — історик-музейник, директор Чемеровецького історичного музею.
- Мажец Павел — дідич, кам'янецький підстолій наприкінці 15 ст.[17]
- Поплавський П. Г. — один з відважної четвірки, яка 49 діб дрейфувала на баржі[ru] в Тихому океані.
- Свідер Полікарп — кандидат історичних наук, науковець.
- Тришневський Богдан Миколайович (1998-2022) — старший лейтенант ДШВ ЗСУ, учасник російсько-української війни.
- Яновер Давид Захарович (1905-1972) — український організатор кіновиробництва.

## Світлини

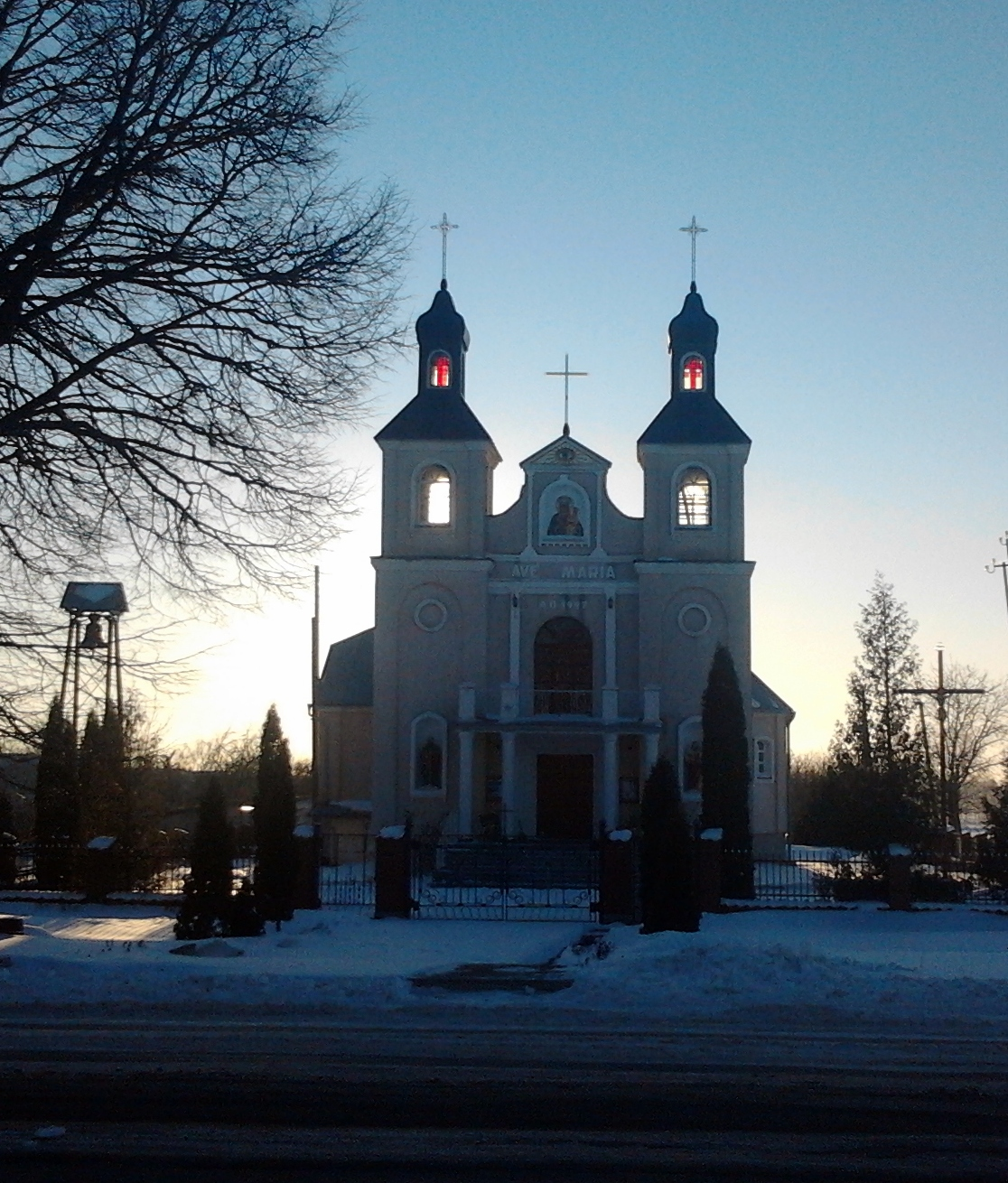
Костел Матері Божої Ченстоховської
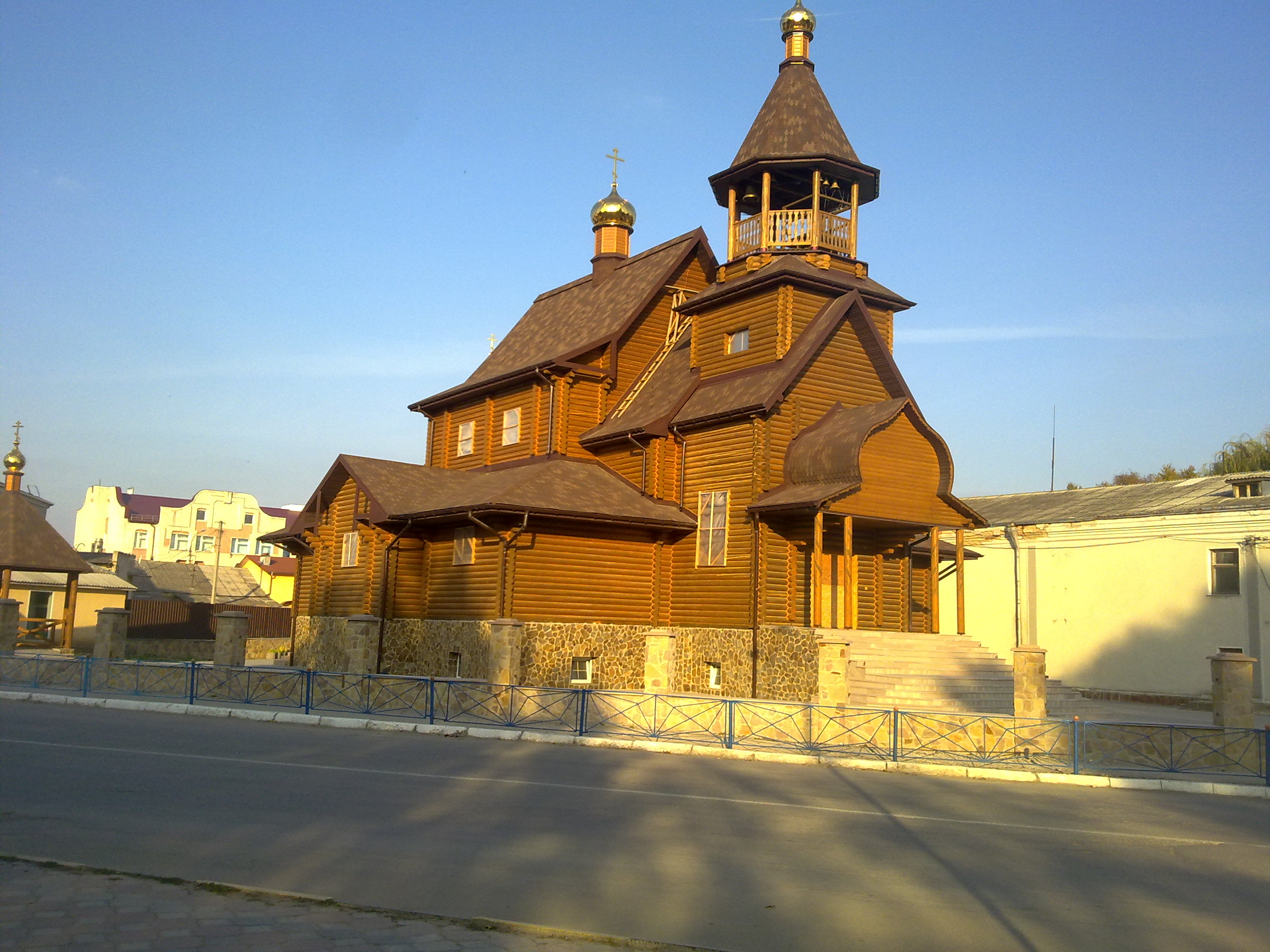
Церква Різдва Христового (ПЦУ)
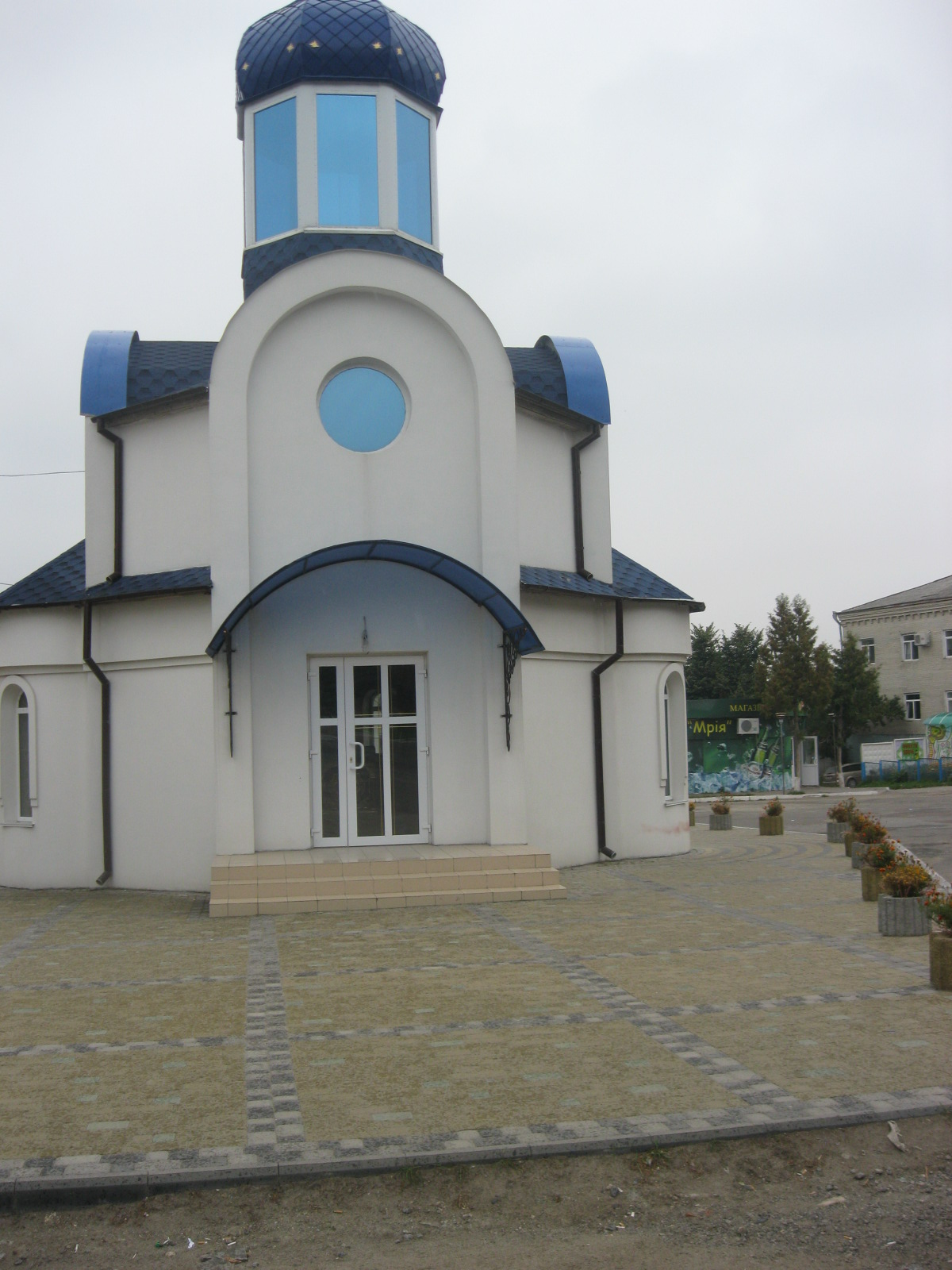
Каплиця ПЦУ
Чемеровецький медичний коледж
Скульптура "медсестрі Маші" біля коледжу
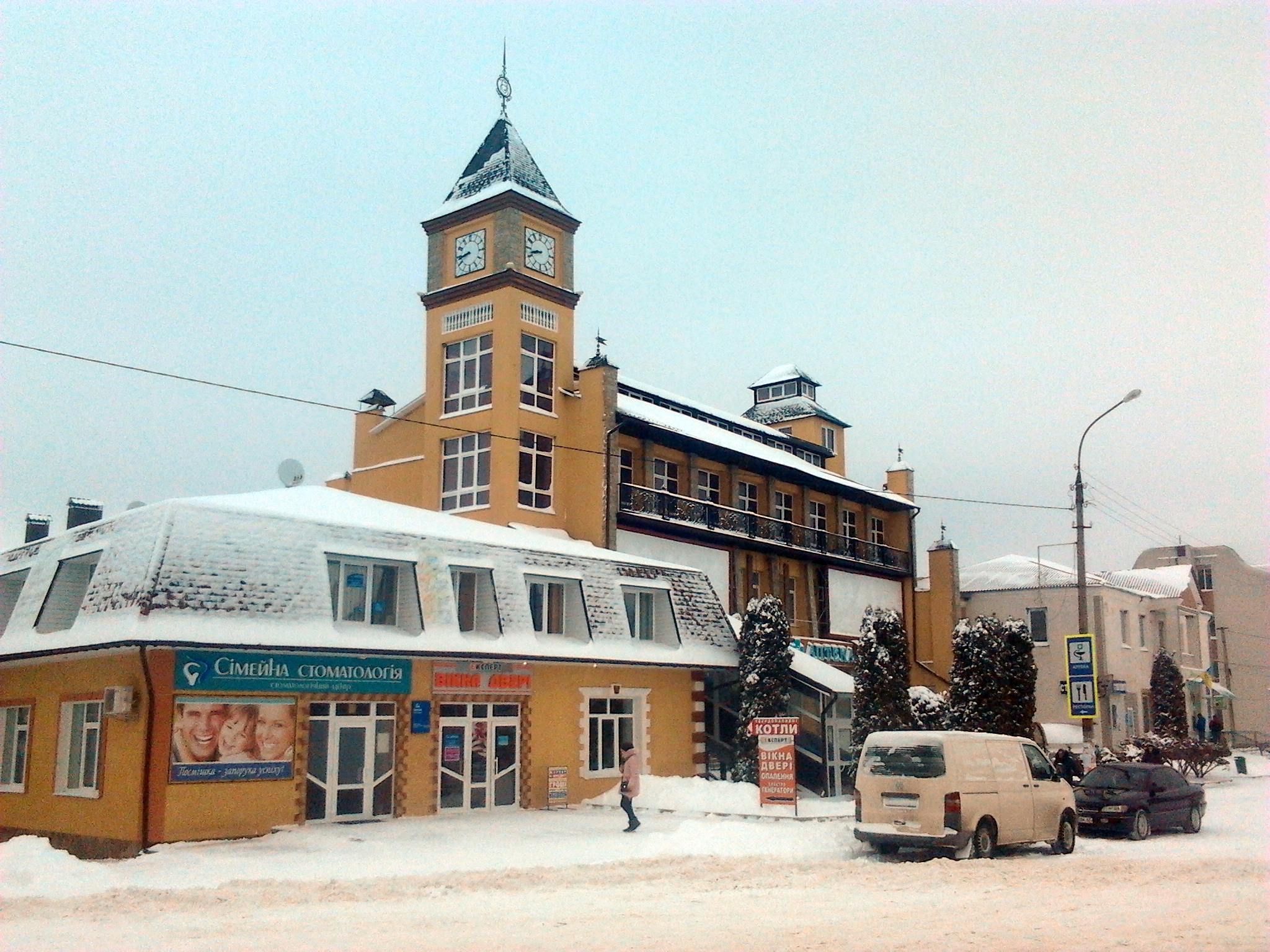
Торговельний центр у вигляді "Біг-Бена"